# 太伯・虞仲

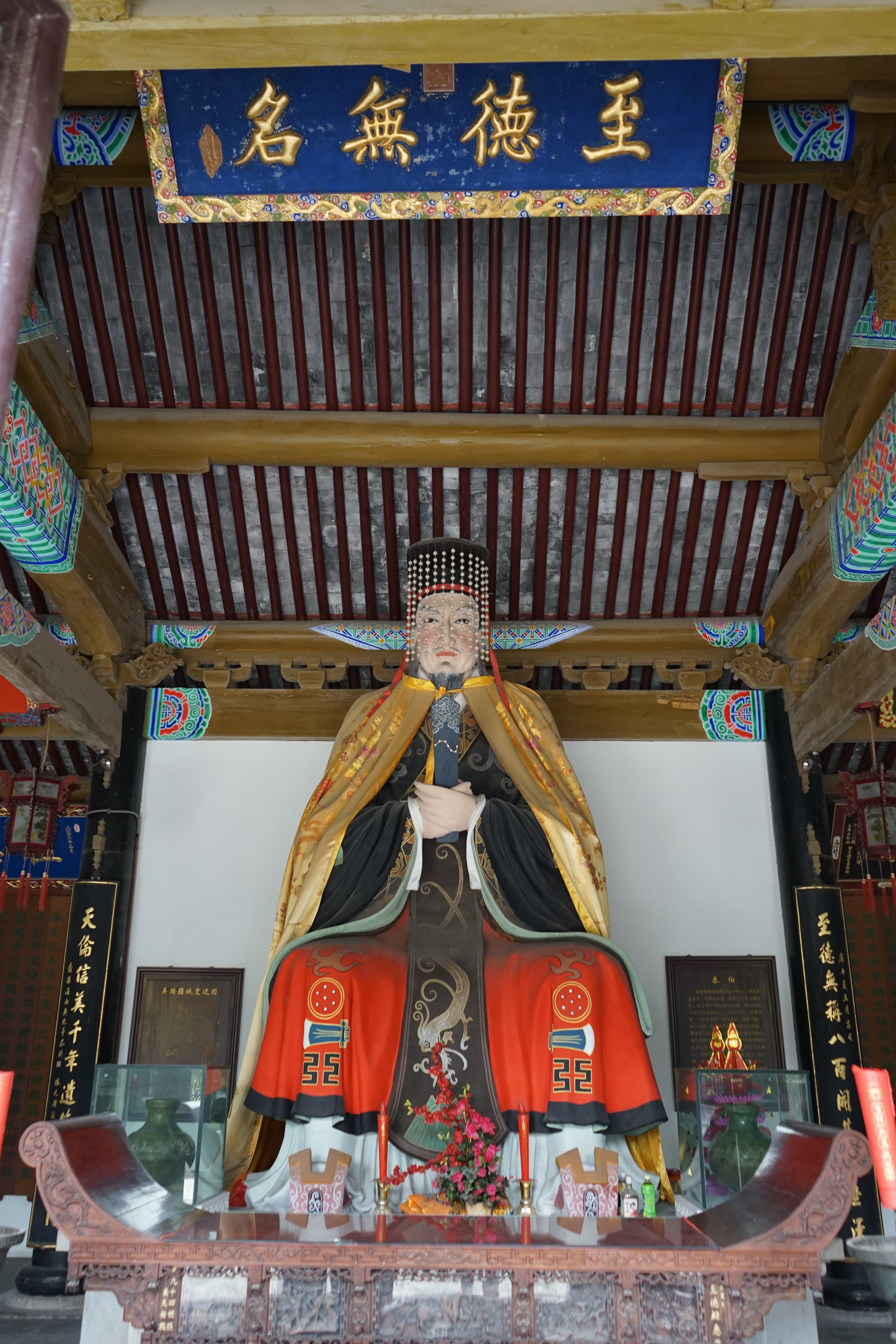
太伯・虞仲

太伯（たいはく）・虞仲（ぐちゅう）は、中国周王朝の古公亶父の子で兄弟。后稷を始祖とすることから、姓は周宗家と同じ姫（き）。紀元前12世紀・紀元前11世紀頃の人物。二人とも季歴の兄で、文王の伯父にあたる。
太伯は長男。呉（句呉）の祖とされる人物。泰伯とも。
虞仲は次男。名は雍。呉仲とも。

## 経歴
古公亶父には長男の太伯・次男の虞仲・末子の季歴がいた。季歴が生まれる際に様々な瑞祥があり、さらに季歴の子の昌（文王）が優れた子であったので、古公亶父は「わが家を興すのは昌であろうか」と言っていた。
父の意を量った太伯と虞仲は、季歴に後を継がせるため荊蛮の地へと自ら出奔した。後になって周の者が二人を迎えに来たが、二人は髪を切り全身に刺青を彫って、自分たちは中華へ帰るに相応しくない人物としてこれを断った。
太伯は句呉（こうご）と号して国を興し、荊蛮の人々は多くこれに従った。この国は呉ともいわれる。太伯が死んだとき子がいなかったため、弟の虞仲（仲雍）が跡を継いだ。
武王は虞仲の曾孫の周章を改めて呉に封じ、その弟の虞仲（同名の別人）を北方の虞に封じた。これにより太伯・虞仲は呉と虞の二カ国の祖となった。
なお、歴史学者の楊寛は、史記の記述は誤りで、太伯と虞仲が最初に建国したのは虞であり、呉はその分家ではないかと主張した。また、歴史小説家の宮城谷昌光も、虞の爵位が最も高い公爵である一方、呉の爵位が最も低い子爵であることから、同様の説を紹介している 。

## 評価
『史記』では世家の第一に「呉太伯世家」を挙げているが、これは周の長男の末裔である呉に敬意を表したものであろう。
『論語』泰伯篇では、季歴に地位を譲ったことについて孔子が「泰伯（太伯）はそれ至徳と謂う可きなり」と評価している。

## 日本に関する伝承
髪を短く切るのは海の中で邪魔にならないための処置であり、刺青をするのは模様をつけることで魚に対する威嚇となる。この二つの風習は呉地方の素潜りをして魚を採る民族に見られるという。歴代中国の史書で倭に関する記述にも同じような風習を行っていることが記されている。
中国では早くから、日本は太伯の末裔だとする説があり、たとえば『翰苑』巻30にある『魏略』逸文や『晋書』東夷伝、『梁書』東夷伝などには、倭について「自謂太伯之後」（自ら太伯の後と謂う）とある。これらはきわめて簡潔な記事であるが、より詳しい記述が南宋の『通鑑前編』、李氏朝鮮の『海東諸国紀』や『日東壮遊歌』等にある。「呉の太伯の末裔説」が形成された下限（史料の初出）は、『魏略』が成立した3世紀後期であるが、呉の滅亡は紀元前473年であるため、時間的隔たりは甚だしい。
日本では、南北朝時代の禅僧の中巌円月が、日本を太伯の末裔だと論じたといわれている。一方で北畠親房の『神皇正統記』応神天皇条は、「異朝ノ一書」に「日本ハ呉ノ太伯ガ後也ト云」とあるのを批判しており、室町時代の一条兼良も、『日本書紀纂疏』巻一で太伯末裔説を批判している。イエズス会宣教師ジョアン・ロドリゲスの『日本教会史』は、神武天皇は太伯の2番目の弟である季歴（虞仲と季歴を混同したものか）の第6代の子孫であるとしている。江戸時代に入ってからは、儒学者の林羅山が『神武天皇論』で神武天皇の太伯末裔説を肯定した。
村尾次郎は、中国人の「曲筆空想」だと指摘し、大森志郎は、「漢民族の中華思想の産物だ」とみなす。千々和実は、綿密な考証を経て、3世紀の倭人の部落が対内的には王権を強化するために、対外的には威望を挙げる需要のために、自分たち民族の始祖を賢人太伯に結びつけたと指摘し、「倭人自称説」を肯定している。
なお、林羅山・鵞峰父子の編纂した『本朝通鑑』に、日本の始祖が太伯の末裔である、という記述があるのを見て憤慨した徳川光圀が『大日本史』を編纂させた、とする伝説があるが、これは事実ではない。
- 『新撰姓氏録』では、松野連（まつののむらじ）は呉王夫差の後とある。